# Allothyrina
Allothyrina är ett släkte av svampar. Allothyrina ingår i divisionen sporsäcksvampar och riket svampar.